# Tetraponera prelli
Tetraponera prelli é uma espécie de formiga do gênero Tetraponera, pertencente à subfamília Pseudomyrmecinae.